# Marsanne, Drôme
Marsanne är en kommun i departementet Drôme i regionen Auvergne-Rhône-Alpes i sydöstra Frankrike. Kommunen ligger i kantonen Marsanne som tillhör arrondissementet Nyons. År 2022 hade Marsanne 1 262 invånare.

## Befolkningsutveckling
Antalet invånare i kommunen Marsanne
Referens:INSEE